# Treron sanctithomae
Treron sanctithomae là một loài chim trong họ Columbidae.